# Far de Palamós
El far de Palamós o far de la Punta des Molí és un far situat a la ciutat de Palamós, al Baix Empordà. Està gestionat per l'autoritat portuària del Port de Barcelona.

## Història
Va entrar en servei l'1 de setembre de 1865 i actualment està format per una torre prismàtica hexagonal amb cúpula grisa. Disposa de xarxa elèctrica des del 1917 i el 1975 se'n va reformar l'estructura a causa de les esquerdes que s'hi havien creat, principalment arran dels bombardejos soferts durant la guerra civil del 1936-39 i com a conseqüència de l'extracció de pedra en una pedrera propera.